# Valdemar Akos Kwaysser
Valdemar Akos Kwaysser (Budapest, 1983) è un giocatore di poker ungherese.
Kwaysser ha vinto un braccialetto delle World Series of Poker alle WSOP 2010,  aggiudicandosi il torneo $10.000 Pot Limit Hold'em Championship. Vanta inoltre 8 piazzamenti a premi WSOP.
Tra i suoi successi anche l'IPT San Remo 2010 (vincendo 227.000€) e la tappa di San José del Latin American Poker Tour 2008.